# Biron (Charente Marítim)
Biron és un municipi francès situat al departament del Charente Marítim i a la regió de la Nova Aquitània. L'any 2007 tenia 234 habitants.

## Demografia

### Població
El 2007 la població de fet de Biron era de 234 persones. Hi havia 96 famílies de les quals 20 eren unipersonals (8 homes vivint sols i 12 dones vivint soles), 40 parelles sense fills i 36 parelles amb fills.
La població ha evolucionat segons el següent gràfic:
Habitants censats

### Habitatges
El 2007 hi havia 112 habitatges, 98 eren l'habitatge principal de la família, 6 eren segones residències i 8 estaven desocupats. Tots els 112 habitatges eren cases. Dels 98 habitatges principals, 79 estaven ocupats pels seus propietaris, 6 estaven llogats i ocupats pels llogaters i 13 estaven cedits a títol gratuït; 12 tenien dues cambres, 7 en tenien tres, 29 en tenien quatre i 50 en tenien cinc o més. 92 habitatges disposaven pel capbaix d'una plaça de pàrquing. A 44 habitatges hi havia un automòbil i a 46 n'hi havia dos o més.

### Piràmide de població
La piràmide de població per edats i sexe el 2009 era:
| Homes | Edats   | Dones |
| ----- | ------- | ----- |
| 0     | 95 o +  | 0     |
| 0     | 90 a 94 | 0     |
| 0     | 85 a 89 | 0     |
| 8     | 80 a 84 | 0     |
| 8     | 75 a 79 | 8     |
| 0     | 70 a 74 | 0     |
| 4     | 65 a 69 | 8     |
| 20    | 60 a 64 | 8     |
| 0     | 55 a 59 | 4     |
| 28    | 50 a 54 | 12    |
| 4     | 45 a 49 | 4     |
| 0     | 40 a 44 | 8     |
| 8     | 35 a 39 | 8     |
| 12    | 30 a 34 | 4     |
| 8     | 25 a 29 | 4     |
| 4     | 20 a 24 | 0     |
| 4     | 15 a 19 | 4     |
| 4     | 10 a 14 | 8     |
| 12    | 5 a 9   | 4     |
| 0     | 0 a 4   | 8     |

## Economia
El 2007 la població en edat de treballar era de 146 persones, 111 eren actives i 35 eren inactives. De les 111 persones actives 100 estaven ocupades (55 homes i 45 dones) i 11 estaven aturades (3 homes i 8 dones). De les 35 persones inactives 21 estaven jubilades, 6 estaven estudiant i 8 estaven classificades com a «altres inactius».

### Ingressos
El 2009 a Biron hi havia 101 unitats fiscals que integraven 248 persones, la mediana anual d'ingressos fiscals per persona era de 16.466,5 €.

### Activitats econòmiques
Dels 4 establiments que hi havia el 2007, 1 era d'una empresa de fabricació d'altres productes industrials, 2 d'empreses de construcció i 1 d'una empresa classificada com a «altres activitats de serveis».
Dels 3 establiments de servei als particulars que hi havia el 2009, 1 era un electricista, 1 empresa de construcció i 1 perruqueria.
L'any 2000 a Biron hi havia 20 explotacions agrícoles que ocupaven un total de 799 hectàrees.

## Equipaments sanitaris i escolars
El 2009 hi havia una escola elemental integrada dins d'un grup escolar amb les comunes properes formant una escola dispersa.

## Poblacions més properes
El següent diagrama mostra les poblacions més properes.